# Igor Jurjewitsch Klech

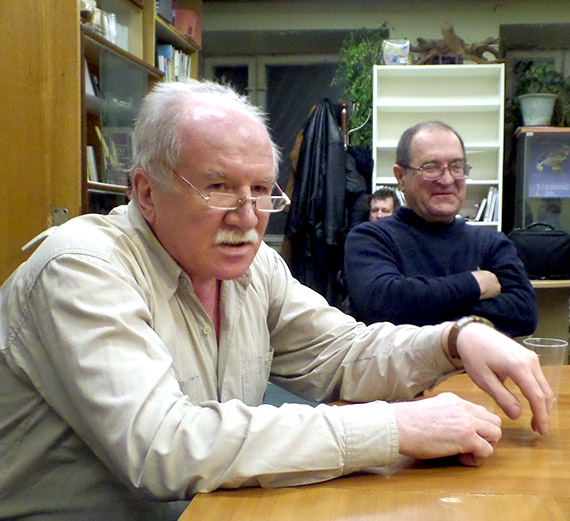
Igor Jurjewitsch Klech, 2015

Igor Jurjewitsch Klech (russisch Игорь Юрьевич Клех; * 13. Dezember 1952 in Cherson) ist ein russischer Prosaist, Publizist und Essayist.

## Leben
Igor Klech wurde in einer Ingenieursfamilie geboren. Die Schulzeit verbrachte er in Iwano-Frankiwsk und schloss 1975 ein Studium der russischen Philologie an der Lemberger Universität ab. Danach arbeitete er 17 Jahre lang als Restaurateur.
Seine erste Publikation erschien 1989 in der Zeitschrift Rodnik.
Seit 1994 lebt er in Moskau. Er ist Mitglied der Vereinigung Russischer Schriftsteller und des Russischen PEN-Zentrums.
Für sein Schaffen wurde er 1993 mit dem Puschkin-Preis der Töpfer-Stiftung Hamburg, 1995 mit dem Preis der Berliner Akademie der Künste und 2000 mit dem Preis Juri Kazakow für die beste Erzählung des Jahres ausgezeichnet.

## Veröffentlichungen in dt. Übersetzung
- Die erotische MTS, Bericht. Von einer Gruppe von Genossen, Erzählung, übersetzt von Sergej Gladkich, Lettre International 039, Seite 34
- Das Buch vom Essen: Pelmeni und Piroggen, Borschtsch und Bigos & Co. Edition.fotoTapeta, Berlin 2011, ISBN 978-3-940524-12-6.